# Molnár Tibor (újságíró, 1911)
Molnár Tibor (álneve: Szebeni Zsigmond. Nagyszeben, 1911. december 14. – Bukarest, 1998. március 15.) erdélyi magyar újságíró, szerkesztő, műfordító.

## Életútja
Elvégezte az aradi Római Katolikus Gimnázium I-IV. osztályát, s a Felső Kereskedelmi Iskolát (1929). Újságírói pályáját az Aradi Közlöny belső munkatársaként 1930-ban kezdte, 1935-től egyben a Brassói Lapok és a Népújság aradi tudósítója. Cikkeit közölte a Független Újság is. Az aradi Patriotul, ill. Flacăra Roşie főszerkesztője (1944–49), majd a bukaresti Veac Nou és Új Század folyóiratok főszerkesztő helyettese (1950–53), az Orosz Könyv kiadóvállalat nemzetiségi szerkesztőségének vezetője (1954-58), végül a Kiadói Központ Könyvterjesztő Igazgatóságának tisztviselője nyugalomba vonulásáig (1964). Nyugdíjas időszakában az Előre, Új Élet, A Hét munkatársaként irodalmi, színházi és filmtárgyú írásaival jelentkezett.

## Irodalmi munkássága
Első írását az Aradi Közlöny közölte (1930). Irodalomtörténeti jelentőségű a Brassói Lapok 1936. július 5-i számában közölt beszélgetése József Attilával, "a magyar Panait Istratival". A Brassói Lapokban beszélgetést közölt Ignotus Pállal (1936. július 3.) és Szabó Zoltánnal (1936. július 9.) is. Hozzászólt a Szentimrei Jenő kezdte Helikon-vitához Ki a szalonból nemcsak az ugarföldekre, hanem a perifériákra is c. alatt (1936. augusztus 9.). Az elsők között méltatta Horváth Imre költői jelentkezését (1937. január 23.), s a Független Újságban írt József Attila verskötetéről (1937/20). A költő tragédiájáról a Brassói Lapokban tudósít (Hogyan élt és hogyan halt meg Ady Endre óta a legnagyobb magyar költő: József Attila. 1937. december 12.). Önéletrajz-szerű visszaemlékezést közöl Salamon Ernőről a Halálűző c. antológiában (1968); feldolgozza Csiky Gergely 1886-ban bemutatott Spartacus c. tragédiájának az aradi múzeumban őrzött három ismeretlen változatát (Irodalomtörténeti Közlemények, Budapest, 1982/2).

## Műfordítói és szerkesztői tevékenysége
Petre Bellu A védelemé a szó c. regényét 1936-ban fordította; az 1950-es évektől kezdve a kortárs román színpadi irodalmat (Lovinescu, Everac, Baranga, Mazilu, Demetrius, Solomon, Dorian, Tărchilă) tolmácsolja. Válogatásában és részben fordításában jelent meg a Kriterion Könyvkiadó Kortárs román drámák (1983) és Kortárs román vígjátékok (1984) c. kötete. Németből Paul Schuster regényét (Amikor nincs sugara a napnak. 1964), az 1950-es, 1960-as években oroszból kortárs regényeket fordított magyar nyelvre.
Románra fordította Molnár Ferenc Olympia (Sidonia Drăguşanuval, 1967), Kocsis István Megszámláltatott fák (1970), Mesterházi Lajos Tetemrehívás (1974), Fehér Klára Mi, szemüvegesek (1974) c. színdarabjait és Radó Sándor Dóra jelenti... c. dokumentumregényét. 1982-1986 között Örkény István, Galgóczi Erzsébet és Karinthy Ferenc elbeszéléseiből egy-egy kötetre valót válogatott ki romániai magyar kiadásra, a Horizont sorozat számára.